# Grušča
Grušča är ett samhälle i Bosnien och Hercegovina.   Det ligger i entiteten Federationen Bosnien och Hercegovina, i den södra delen av landet, 40 km sydväst om huvudstaden Sarajevo. Grušča ligger 712 meter över havet och antalet invånare är 110.
Terrängen runt Grušča är bergig åt sydväst, men åt nordost är den kuperad. Närmaste större samhälle är Konjic, 15,1 km nordväst om Grušča. 
Omgivningarna runt Grušča är en mosaik av jordbruksmark och naturlig växtlighet. Runt Grušča är det ganska tätbefolkat, med 93 invånare per kvadratkilometer.